# SMS Ostfriesland
SMS Ostfriesland là một thiết giáp hạm dreadnought của Hải quân Đế quốc Đức trong Chiến tranh Thế giới thứ nhất, là chiếc thứ hai trong lớp Helgoland bao gồm bốn chiếc. Ostfriesland được đặt lườn vào tháng 10 năm 1908 tại xưởng tàu của hãng Kaiserliche Werft ở Wilhelmshaven; nó được hạ thủy vào ngày 30 tháng 9 năm 1909 và đưa ra hoạt động cùng hạm đội vào ngày 1 tháng 8 năm 1911. Con tàu được trang bị mười hai khẩu pháo 30,5 xentimét (12,0 in) trên sáu tháp pháo nòng đôi, và đạt được vận tốc tối đa 21,2 hải lý trên giờ (39,3 km/h; 24,4 mph). Ostfriesland được phân về Hải đội Chiến trận 1 thuộc Hạm đội Biển khơi Đức trong hầu hết quãng đời hoạt động của nó, kể cả trong Thế Chiến I.
Cùng với ba chiếc tàu chị em cùng lớp Helgoland, Thüringen và Oldenburg, Ostfriesland tham gia mọi hoạt động hạm đội chủ yếu tại Bắc Hải trong Thế Chiến I chống lại Hạm đội Grand Anh Quốc, bao gồm Trận Jutland vào ngày 31 tháng 5-1 tháng 6 năm 1916, trận hải chiến lớn nhất của cuộc chiến tranh này. Con tàu cũng hoạt động tại biển Baltic chống lại Hải quân Nga. Nó đã có mặt trong Trận chiến vịnh Riga không thành công vào tháng 8 năm 1915.
Sau khi Đức thua trận vào tháng 11 năm 1918, hầu hết lực lượng Hải quân Đức bị chiếm giữ tại Scapa Flow vào lúc diễn ra cuộc thương lượng hòa bình. Tuy nhiên, bốn chiếc thuộc lớp Helgoland được phép ở lại Đức, nên tránh khỏi bị đánh đắm tại Scapa Flow. Cuối cùng chúng cũng được giao cho các nước Đồng Minh thắng trận như những chiến lợi phẩm. Ostfriesland được chuyển cho Hải quân Hoa Kỳ, và bị đánh chìm để thử nghiệm sức mạnh không quân ngoài khơi Virginia Capes vào tháng 7 năm 1921.

## Thiết kế và chế tạo
Ostfriesland được Hải quân Đế chế Đức (Kaiserliche Marine) đặt hàng dưới cái tên tạm thời Ersatz Oldenburg, như là chiếc thay thế cho chiếc hải phòng hạm cũ Oldenburg. Hợp đồng chế tạo con tàu được trao cho Kaiserliche Werft (Xưởng tàu Đế chế) tại Wilhelmshaven theo số hiệu chế tạo 31. Công việc được bắt đầu vào ngày 19 tháng 10 năm 1908 với việc đặt lườn, và nó được hạ thủy không đầy một năm sau đó, vào ngày 30 tháng 9 năm 1909. Công việc hoàn tất nó, bao gồm chế tạo cấu trúc thượng tầng và trang bị vũ khí, kéo dài cho đến tháng 8 năm 1911. Ostfriesland, được đặt tên theo khu vực duyên hải Tây Bắc của nước Đức, được đưa ra phục vụ cùng Hạm đội Biển khơi Đức vào ngày 1 tháng 8 năm 1911, chỉ trong vòng ba năm kể từ khi công việc được bắt đầu, với chi phí 43,579 triệu Mác vàng.
Ostfriesland có chiều dài chung 167,2 m (549 ft), có mạn thuyền rộng 28,5 m (94 ft) và độ sâu của mớn nước khi đầy tải là 8,94 m (29,3 ft). Trọng lượng choán nước tiêu chuẩn của nó là 22.808 tấn (22.448 tấn Anh), và lên đến 24.700 tấn (24.310 tấn Anh) khi đầy tải. Nó được vận hành bằng động cơ hơi nước ba buồng bành trướng đặt dọc công suất thiết kế 28.000 ihp (21.000 kW) để đạt được tốc độ tối đa 20,8 hải lý trên giờ (38,5 km/h; 23,9 mph). Ostfriesland mang theo đến 3.200 t (3.100 tấn Anh; 3.500 tấn Mỹ) than, cho phép nó đi được 5.500 hải lý (10.200 km) ở tốc độ 10 hải lý trên giờ (19 km/h). Sau năm 1915 các nồi hơi được cải tiến để có thể đốt dầu; con tàu có thể mang thêm 197 t (194 tấn Anh; 217 tấn Mỹ) dầu đốt.
Ostfriesland được trang bị dàn pháo chính bao gồm mười hai khẩu pháo 30,5 cm (12,0 in) SK L/50  trên sáu tháp pháo nòng đôi. Chúng được bố trí trên một hình lục giác khá bất thường gồm một tháp pháo đặt tại phía trước mũi và một sau đuôi tàu, và hai tháp pháo mỗi bên mạn tàu. Dàn pháo hạng hai của con tàu bao gồm mười bốn khẩu pháo pháo 15 cm (5,9 in) SK L/45 và mười sáu 8,8 cm (3,5 in) SK L/45. Sau năm 1914, hai trong số các khẩu 8,8 cm được tháo dỡ thay thế bằng hai khẩu pháo phòng không 8,8 cm. Ostfriesland còn được trang bị sáu ống phóng ngư lôi chìm 50 cm (20 in).

## Lịch sử hoạt động

### Trước chiến tranh
Sau khi đưa ra hoạt động, Ostfriesland tiến hành các cuộc chạy thử máy vốn hoàn tất vào ngày 15 tháng 9 năm 1911. Đến ngày 22 tháng 9, nó được điều về Hải đội Chiến trận 1 thuộc Hạm đội Biển khơi Đức cùng với các tàu chị em với nó. Sau đó nó tiến hành các đợt thực tập tàu chiến riêng lẻ, tiếp nối bằng các đợt của Hải đội Chiến trận 1, và các cuộc cơ động hạm đội trong tháng 11. Vào ngày 24 tháng 4 năm 1912, Ostfriesland thay thế cho Westfalen trong vai trò soái hạm của hải đội. Chuyến đi thực tập mùa Hè vào tháng 7-tháng 8, vốn thường đi đến vùng biển Na Uy, bị ngắt quãng bởi vụ Khủng hoảng Agadir; hậu quả là chuyến đi chỉ được thực hiện đến vùng biển Baltic. Sau đó Ostfriesland cùng với phần còn lại của hạm đội bước vào các đợt thực tập riêng lẻ, hải đội và toàn hạm đội trong hai năm tiếp theo trong hoàn cảnh của thời bình.
Ngày 14 tháng 7 năm 1914, chuyến đi mùa Hè hàng năm đến Na Uy bắt đầu. Trong chuyến đi thời bình cuối cùng của Hạm đội Đế chế, hạm đội tiến hành các cuộc thực hành ngoài khơi Skagen trước khi tiến vào các vũng biển Na Uy vào ngày 25 tháng 7. Ngày hôm sau hạm đội bắt đầu quay trở về Đức, do hậu quả của Tối hậu thư tháng 7 mà Đế quốc Áo-Hung đưa ra đối với Serbia. Vào ngày 27 tháng 7, toàn hạm đội tập trung ngoài khơi mũi Skadenes trước khi quay về cảng, nơi chúng ở trong tình trạng sẵn sàng cao độ. Chiến tranh giữa Áo-Hung và Serbia nổ ra vào ngày 28 tháng 7, và chỉ trong vòng một tuần lễ, mọi cường quốc tại châu Âu đều đã tham gia cuộc xung đột. Đến ngày 29 tháng 7, Ostfriesland cùng phần còn lại của Hải đội 1 đã quay trở về Wilhelmshaven.

### Mở màn Chiến tranh Thế giới thứ nhất
Cuộc đụng độ hải quân lớn đầu tiên tại Bắc Hải trong Chiến tranh Thế giới thứ nhất, trận Helgoland Bight, diễn ra vào ngày 28 tháng 8 năm 1914. Lúc 04 giờ 30 phút, đang được bố trí ngoài khơi hòn đảo Wangerooge được tăng cường mạnh mẽ, Ostfriesland được lệnh gia nhập cùng Helgoland khởi hành khỏi cảng; đến 05 giờ 00, hai chiếc thiết giáp hạm gặp gỡ các tàu tuần dương bị hư hại Frauenlob và Stettin. Đến 07 giờ 30 phút, các con tàu quay trở về cảng để qua đêm. Vào trưa ngày 7 tháng 9, Ostfriesland cùng phần còn lại của Hạm đội Biển khơi Đức tiến hành chuyến đi huấn luyện đến hòn đảo chính của Heligoland. Trong tháng 10, Ostfriesland được trang bị bổ sung một cặp pháo phòng không Flak 8,8 cm.

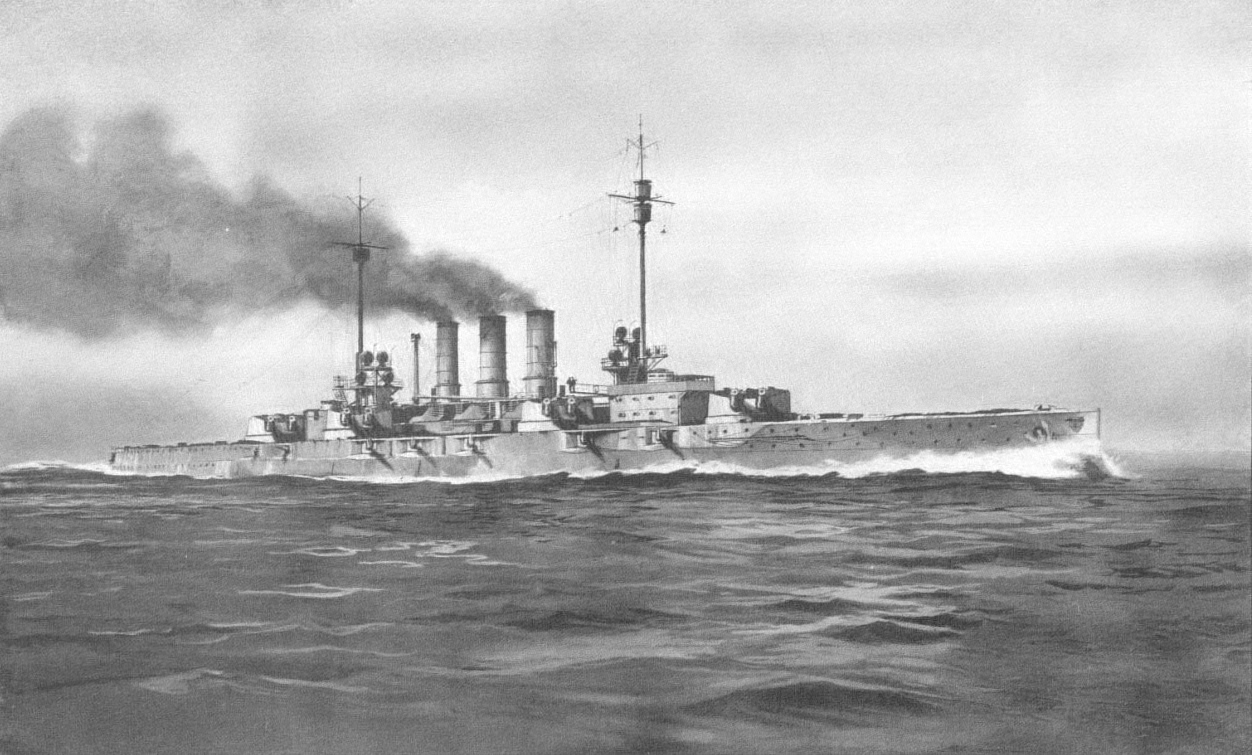
Một hình vẽ của Hải quân Anh minh họa lớp thiết giáp hạm Helgoland

Ostfriesland có mặt trong cuộc tiến quân lớn đầu tiên của Hạm đội Đức vào Bắc Hải, diễn ra vào ngày 2-3 tháng 11 năm 1914; không có sự đụng độ nào với lực lượng Hải quân Anh. Một hoạt động thứ hai được tiếp nối vào ngày 15-16 tháng 12. Cuộc xuất quân này là sáng kiến của Đô đốc Friedrich von Ingenohl, Tư lệnh Hạm đội Biển khơi Đức, dự định sử dụng các tàu chiến-tuần dương thuộc Đội Tuần tiễu 1 dưới quyền Chuẩn Đô đốc (Konteradmiral) Franz von Hipper bắn phá các thị trấn duyên hải của Anh để nhữ một phần Hạm đội Grand Anh Quốc, nơi chúng có thể bị Hạm đội Biển khơi tiêu diệt. Sáng sớm ngày 15 tháng 12, hạm đội rời cảng tham gia cuộc bắn phá Scarborough, Hartlepool và Whitby. Chiều tối hôm đó, hạm đội chiến trận Đức với khoảng 12 thiết giáp hạm dreadnought, bao gồm Ostfriesland và ba chiếc tàu chị em, cùng tám thiết giáp hạm tiền-dreadnought, đã tiếp cận ở khoảng cách 10 nmi (19 km; 12 mi) với một hải đội biệt lập Anh bao gồm sáu thiết giáp hạm. Tuy nhiên, các cuộc đụng độ lẻ tẻ giữa hai lực lượng tàu khu trục hộ tống đối địch trong bóng đêm đã khiến Đô đốc von Ingenohl cho rằng ông đang phải đối đầu với toàn bộ Hạm đội Grand Anh Quốc. Tuân theo mệnh lệnh của Kaiser Wilhelm II tránh mạo hiểm hạm đội một cách không cần thiết, von Ingenohl tách ra khỏi trận chiến và quay mũi hạm đội chiến trận của mình trở về Đức.
Trong trận Dogger Bank diễn ra vào ngày 24 tháng 1 năm 1915, khi Hải đội Tàu chiến-tuần dương 1 của Anh dưới quyền Phó Đô đốc David Beatty cùng Hải đội Tàu chiến-tuần dương 2 đã phục kích các tàu chiến-tuần dương thuộc Đội Tuần tiễu 1 của Đức. Ostfriesland và phần còn lại của Hải đội Chiến trận 1 xuất phát để tăng cường cho các tàu chiến-tuần dương Đức bị áp đảo về số lượng; chúng rời cảng lúc 12 giờ 33 phút giờ Trung Âu (CET) cùng với các thiết giáp hạm tiền-dreadnought của Hải đội 2. Tuy nhiên, chúng đã quá trễ và không phát hiện lực lượng Anh nào; đến 19 giờ 05 phút, hạm đội quay trở về Schillig Roads bên ngoài Wilhelmshaven. Cùng lúc đó, tàu tuần dương bọc thép Blücher bị áp đảo bởi hỏa lực tập trung của Anh và bị đánh chìm, trong khi tàu chiến-tuần dương Seydlitz bị hư hại nặng do một đám cháy hầm đạn. Kết quả là Kaiser Wilhelm II cách chức von Ingenohl, thay thế ông bằng Đô đốc Hugo von Pohl vào ngày 2 tháng 2.
Tám thiết giáp hạm của Hải đội Thiết giáp 1 tiến vào vịnh Baltic vào ngày 22 tháng 2 năm 1915 để huấn luyện đơn vị, vốn kéo dài cho đến ngày 13 tháng 3. Sau khi quay trở lại Bắc Hải, các con tàu tham gia một loạt các cuộc xuất quân hạm đội vào các ngày 29-30 tháng 3 năm 17-18 tháng 4, 21-22 tháng 4 năm 17-18 tháng 5 và 29-30 tháng 5 mà không gặp đụng độ nào với đối phương.

### Trận chiến vịnh Riga
Ostfriesland và phần còn lại của hạm đội ở lại cảng cho đến ngày 4 tháng 8, khi Hải đội 1 quay trở lại khu vực Baltic cho một lượt huấn luyện cơ động khác. Từ đây, hải đội được điều về một lực lượng với dự định quét sạch lực lượng hải quân Nga trong vịnh Riga vào tháng 8 năm 1915. Lực lượng tấn công bao gồm tám thiết giáp hạm của Hải đội 1, các tàu chiến-tuần dương Von der Tann, Moltke và Seydlitz, nhiều tàu tuần dương hạng nhẹ, 32 tàu khu trục và 13 tàu quét mìn. Kế hoạch dự định quét sạch các bãi mìn của Nga ở các luồng ra vào vịnh nhằm loại bỏ sự hiện diện lực lượng Hải quân Nga, vốn bao gồm thiết giáp hạm tiền-dreadnought Slava. Sau đó người Đức sẽ rải bãi mìn của chính họ ngăn cản các tàu chiến Nga quay trở lại vịnh. Ostfriesland và phần lớn tàu chiến chủ lực của Hạm đội Biển khơi ở lại bên ngoài vịnh trong suốt chiến dịch. Các thiết giáp hạm dreadnought Nassau và Posen được cho tách ra vào ngày 16 tháng 8 để hộ tống các tàu quét mìn và để tiêu diệt Slava, cho dù chúng thất bại không thể đánh chìm chiếc thiết giáp hạm cũ của Nga. Sau ba ngày, các bãi mìn Nga được dọn sạch, và chi hạm đội tiến vào vịnh vào ngày 19 tháng 8; nhưng những báo cáo về hoạt động của tàu ngầm Đồng Minh trong khu vực đã buộc lực lượng Đức phải rút lui khỏi vịnh vào ngày hôm sau. Đến 26 tháng 8, Hải đội Chiến trận 1 quay trở về Wilhelmshaven.
Ngày 23-24 tháng 10, Hạm đội Biển khơi xuất quân cho chiến dịch cuối cùng dưới quyền chỉ huy của Đô đốc von Pohl, cho dù nó kết thúc mà không bắt gặp lực lượng nào của Anh. Đến tháng 1 năm 1916, bệnh tình ung thư gan hành hạ ông đến mức von Pohl không thể thực hiện nghĩa vụ của mình, và ông được thay thế bởi Phó Đô đốc Reinhard Scheer. Scheer đề xuất một chính sách tấn công tích cực hơn đưa đến một cuộc đối đầu với Hạm đội Grand Anh Quốc; ông nhận được sự chuẩn y của Kaiser trong tháng 2. Chiến dịch đầu tiên của Đô đốc Scheer là một cuộc càn quét vào Bắc Hải trong các ngày 5-7 tháng 3, tiếp nối bởi hai đợt khác vào các ngày 21-22 tháng 3 và 25-26 tháng 3. Trong hoạt động tiếp theo của Scheer, Ostfriesland đã hỗ trợ cho cuộc Bắn phá Yarmouth và Lowestoft vào ngày 24 tháng 4 năm 1916 do các tàu chiến-tuần dương Đức tiến hành. Lực lượng này rời Jade Estuary lúc 10 giờ 55 phút, và phần còn lại của Hạm đội Biển khơi nối gót lúc 13 giờ 40 phút. Đang trên đường hướng đến mục tiêu, tàu chiến-tuần dương Seydlitz trúng phải một quả thủy lôi và buộc phải rút lui. Các tàu chiến-tuần dương khác tiến hành bắn phá thị trấn Lowestoft mà không bị kháng cự, nhưng lúc đang trên đường tiếp cận Yarmouth, chúng bắt gặp các tàu tuần dương Anh thuộc Lực lượng Harwich. Một cuộc đấu pháo ngắn đã diễn ra trước khi lực lượng Harwich rút lui. Tuy nhiên, các báo cáo về hoạt động của tàu ngầm Anh tại khu vực đã buộc Đội tuần tiễu 1 phải rút lui. Vào lúc này, Scheer được cảnh báo về sự xuất phát của Hạm đội Grand khỏi căn cứ của chúng tại Scapa Flow, nên ông phải rút lui về vùng biển Đức an toàn hơn.

### Trận Jutland

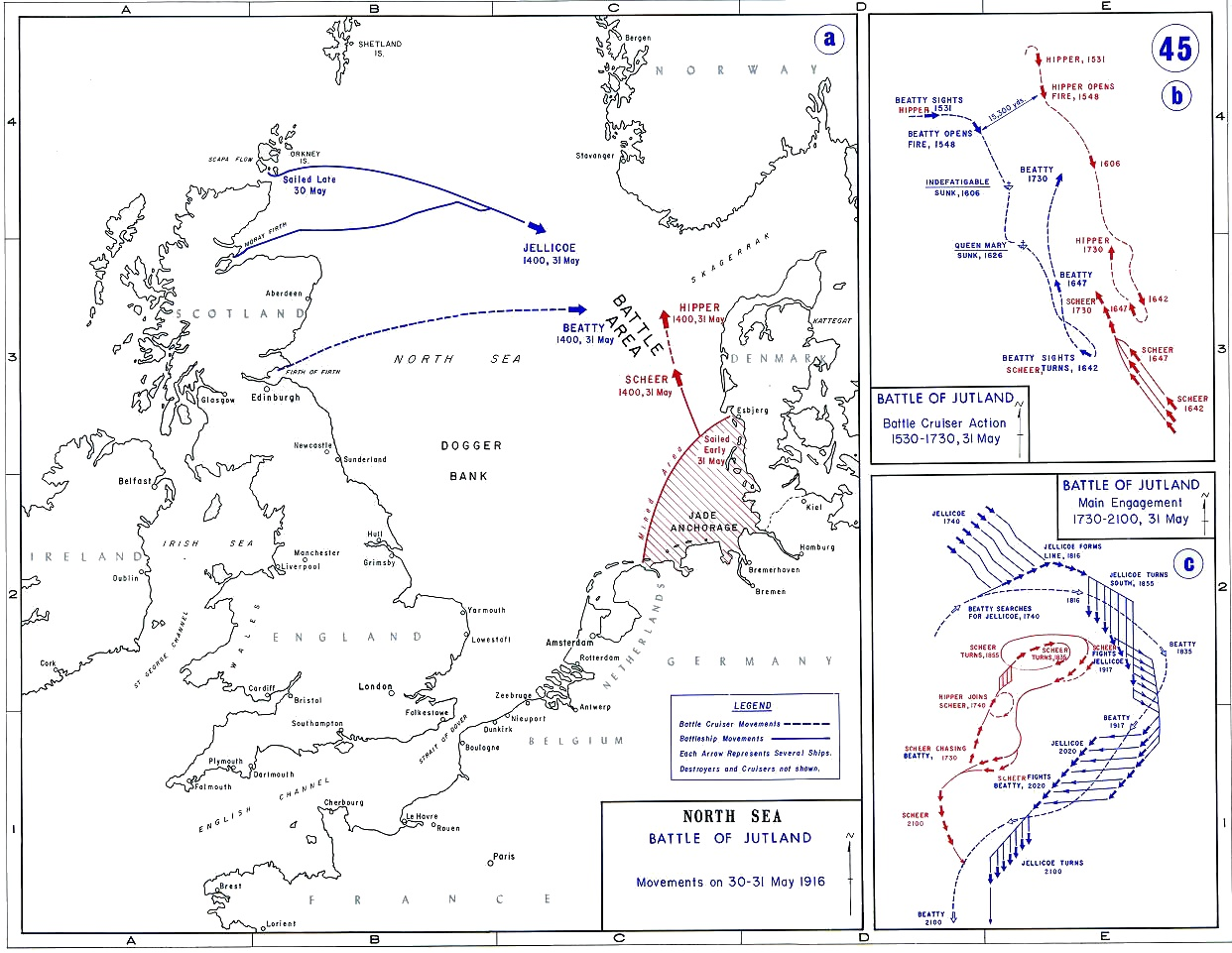
Bản đồ trình bày sự cơ động của hạm đội Anh (xanh) và Đức (đỏ) trong ngày 31 tháng 5–1 tháng 6 năm 1916.

Ostfriesland đã có mặt trong hoạt động của hạm đội vốn đã đưa đến trận Jutland diễn ra vào ngày 31 tháng 5-1 tháng 6 năm 1916. Hạm đội Đức một lần nữa tìm cách thu hút và cô lập một bộ phận Hạm đội Grand để tiêu diệt chúng trước khi hạm đội chính của Anh có thể trả đũa. Trong chiến dịch, Ostfriesland là chiếc dẫn đầu của Đội 1 thuộc Hải đội Chiến trận 1 và là chiếc thứ chín trong hàng, ngay phía chiếc soái hạm của hạm đội Friedrich der Grosse và dẫn trước con tàu chị em Thüringen. Hải đội 1 nằm ở phần trung tâm của hàng chiến trận Đức, phía sau tám thiết giáp hạm lớp König và Kaiser thuộc Hải đội Chiến trận 3. Sáu thiết giáp hạm tiền-dreadnought cũ kỹ thuộc các đội 3 và 4 thuộc Hải đội Chiến trận 2 hình thành nên phía đuôi của đội hình. Ostfriesland treo cờ hiệu của Chuẩn Đô đốc (Vizeadmiral) Erhardt Schmidt, Tư lệnh hải đội và là cấp phó của Scheer trong suốt trận chiến.
Ngay trước 16 giờ 00, các tàu chiến-tuần dương của Đội Tuần tiễu 1 đụng độ với Hải đội Tàu chiến-tuần dương 1 của Anh dưới quyền chỉ huy của Đô đốc David Beatty. Các bên đối địch bắt đầu một cuộc đấu pháo vốn đã đưa đến việc phá hủy tàu chiến-tuần dương Indefatigable không lâu sau 17 giờ 00, rồi đến lượt Queen Mary không đầy nữa giờ sau đó. Vào lúc này, các tàu chiến-tuần dương Đức di chuyển về phía Nam thu hút các tàu chiến Anh về phía lực lượng chủ lực của Hạm đội Biển khơi. Lúc 17 giờ 30 phút, thủy thủ trên chiếc thiết giáp hạm Đức dẫn đầu König nhìn thấy cả Đội Tuần tiễu 1 (Đức) lẫn Hải đội Tàu chiến-tuần dương 1 (Anh) đang đến gần. Các tàu chiến tuần dương Đức di chuyển bên mạn phải, trong khi các đối thủ Anh bên mạn trái. Lúc 17 giờ 45 phút, Scheer ra lệnh bẻ lái 2-point sang mạn trái đưa các con tàu của ông gần hơn với các tàu chiến-tuần dương Anh, và một phút sau đó lệnh nổ súng được đưa ra.
Trong khi các thiết giáp hạm Đức dẫn đầu đối địch với hải đội tàu chiến-tuần dương Anh, Ostfriesland và mười thiết giáp hạm khác nổ súng vào Hải đội Tuần dương nhẹ 2 của Anh. Ostfriesland, Kaiser và Nassau cùng nổ súng nhắm vào tàu tuần dương Southampton, nhưng chỉ có Nassau bắn trúng đích một phát. Khoảng 15 phút sau, Ostfriesland chuyển hỏa lực sang Birmingham và Nottingham, nhưng cũng không thể bắn trúng đích. Không lâu sau 19 giờ 15 phút, thiết giáp hạm dreadnought Anh Warspite lọt vào tầm súng; Ostfriesland khai hỏa dàn pháo chính lúc 19 giờ 25 phút nhắm vào nó ở khoảng cách 10.800–15.000 yd (9.900–13.700 m). Ostfriesland được cho là đã bắn trúng mục tiêu trong loạt đạn pháo thứ ba và thứ tư; Warspite bị bắn trúng tổng cộng 13 phát đạn pháo hạng nặng vào giai đoạn này.
Lúc 20 giờ 15 phút, hàng chiến trận Đức đối mặt lần thứ hai với toàn bộ Hạm đội Grand được dàn ra. Đến 20 giờ 17 phút, Đô đốc Scheer ra lệnh "đổi hướng chiến trận" (Gefechtskehrtwendung) quay đầu 180 độ để tách khỏi hạm đội Anh, dưới sự che chở của một đợt tấn công của đội tuàu chiến-tuần dương và tàu phóng lôi. Nhằm thúc đẩy việc cơ động, Schmidt ra lệnh cho Ostfriesland bẻ lái ngay mà không chờ chiếc Thüringen ngay phía sau nó; điều này đã gây một số khó khăn cho các con tàu thuộc Hải đội 3 phía trước, cho dù các con tàu nhanh chóng quay trở lại vị trí của chúng. Vào khoảng 23 giờ 30 phút, hạm đội Đức tái tổ chức thành đội hình di chuyển ban đêm. Ostfriesland là chiếc thứ tám trong đội hình, bố trí về phía trước hàng 24 tàu chiến. Một giờ sau, những chiếc dẫn đầu hàng chiến trận Đức đụng độ với lực lượng hạng nhẹ của Anh, và một cuộc đấu pháo ác liệt ở tầm gần đã diễn ra. Vào khoảng 01 giờ 10 phút, tàu tuần dương bọc thép Black Prince lọt vào giữa hàng chiến trận Đức. Thüringen chiếu sáng nó bằng đèn pha và nả những loạt đạn pháo 30,5 cm ngắm thẳng trực tiếp. Ostfriesland tham gia bằng các khẩu pháo 15 cm, và Kaiser bằng cả pháo 30,5 cm và 15 cm. Chỉ trong vòng chưa đầy một phút, hai vụ nổ dữ dội xé toang chiếc tàu tuần dương làm hai phần, làm thiệt mạng toàn bộ thủy thủ đoàn 857 người.
Bất chấp sự ác liệt của trận chiến đêm, Hạm đội Biển khơi băng qua được đội hình tàu khu trục Anh và đến được Horns Reef lúc 4 giờ 00 ngày 1 tháng 6. Tuy nhiên lúc 06 giờ 20 phút, Ostfriesland trhung phải một quả thủy lôi bên mạn phải. Con tàu tách ra khỏi hàng, do vụ nổ thoạt tiên được cho là bởi một ngư lôi phóng từ tàu ngầm. Ostfriesland rớt lại phía sau hạm đội, di chuyển với tốc độ chậm, được hộ tống bởi các tàu khu trục V3, V5, và trong một chốc bởi G11. Đến 10 giờ 40 phút, chiếc thiết giáp hạm tăng tốc độ lên 15 kn (28 km/h; 17 mph). Lực lượng chống tàu ngầm cho nó sau đó được tăng cường thêm một thủy phi cơ, vốn phát hiện ra cái mà nó tin là một tàu ngầm Anh lúc 12 giờ 20 phút. Ostfriesland quay mũi, khiến vách ngăn chống ngư lôi, vốn đã bị hư hại nhẹ do vụ nổ, bị bong ra. Nước ngập thêm khiến con tàu nghiêng 4,75 độ sang mạn phải, buộc Ostfriesland lại phải giảm tốc độ. Nó yêu cầu sự trợ giúp của một tàu bơm lúc 14 giờ 20 phút, nhưng đến 14 giờ 45 phút việc ngập nước được kiểm soát, và con tàu băng ngang hải đăng Outer Jade. Nó có khả năng tăng tốc dần dần lên 10 kn (19 km/h; 12 mph), và đến 18 giờ 15 đã về đến cảng Wilhelmshaven. Quả thủy lôi đã xé toang một lỗ hổng 40 ft × 16 ft (12,2 m × 4,9 m), khiến con tàu bị ngập 500 t (490 tấn Anh; 550 tấn Mỹ) nước; và còn ngập thêm sau khi vách ngăn chống ngư lôi bị hư hại lúc 12 giờ 20 phút. Ostfriesland vào ụ tàu tại Wilhelmshaven để sửa chữa, vốn kéo dài cho đến ngày 26 tháng 7. Trong quá trình trận chiến, Ostfriesland đã bắn 111 phát đạn pháo 30,5 cm, 101 quả đạn 15 cm và một quả đạn 8,8 cm duy nhất. Hư hại duy nhất mà nó gánh chịu là bởi quả thủy lôi nó trúng phải vào sáng ngày 1 tháng 6, làm một người thiệt mạng và mười người bị thương.

### Các hoạt động tiếp theo
Ngày 18 tháng 8, Đô đốc Scheer dự định lặp lại hoạt động như vào ngày 31 tháng 5; hai chiếc tàu chiến-tuần dương còn hoạt động được của Đức Moltke và Von der Tann, được hỗ trợ bởi ba thiết giáp hạm dreadnought, sẽ bắn phá thị trấn ven biển Sunderland nhằm lôi kéo và tiêu diệt các tàu chiến-tuần dương của Beatty. Phần còn lại của hạm đội, bao gồm Ostfriesland, sẽ theo sau bảo vệ. Khi tiếp cận bờ biển Anh, Scheer quay mũi lên hướng Bắc sau khi có báo động nhầm từ một khí cầu zeppelin về một đơn vị Anh tại khu vực. Kết quả là cuộc bắn phá đã không được thực hiện, và đến 14 giờ 35 phút, Scheer được cảnh báo về sự xuất hiện của Hạm đội Grand nên đã quay mũi lực lượng của mình rút lui trở về các cảng Đức.
Trong các ngày 25-26 tháng 9, Ostfriesland và phần còn lại của Hải đội 1 hỗ trợ cho một cuộc xuất quân đến Terschelling do lực lượng Soái hạm Tàu phóng lôi II (Führer der Torpedoboote) tiến hành. Scheer tiến hành một hoạt động hạm đội khác vào ngày 18-20 tháng 10 trên hướng Dogger Bank, nhưng một lần nữa không tìm thấy đối phương. Trong hầu hết thời gian của năm 1917, Ostfriesland được giao nhiệm vụ canh gác tại German Bight. Trong Chiến dịch Albion, cuộc tấn công đổ bộ lên các đảo do Nga chiếm đóng trong vịnh Riga, Ostfriesland cùng ba chiếc tàu chị em di chuyển đến các eo biển Đan Mạch để ngăn ngừa mọi ý định muốn can thiệp của Anh. Vào ngày 28 tháng 10, bốn chiếc tàu chiến đã đi đến Putzig Wiek, rồi từ đây đi đến Arensburg vào ngày 29 tháng 10. Đến ngày 2 tháng 11, chiến dịch hoàn tất, và Ostfriesland và các tàu chị em lên đường quay trở lại Bắc Hải. Một cuộc xuất quân cuối cùng của hạm đội bị hủy bỏ diễn ra vào ngày 23-24 tháng 4 năm 1918; khi Scheer dự định đánh chặn một đoàn tàu vận tải Anh đi đến Na Uy và tiêu diệt các thiết giáp hạm theo hộ tống. Ostfriesland, Thüringen và Nassau đã hình thành nên một đơn vị đặc biệt cho Chiến dịch Schlußstein, một ý định chiếm đóng St. Petersburg. Ba chiếc tàu chiến đi đến vịnh Baltic vào ngày 10 tháng 8, nhưng chiến dịch bị trì hoãn và cuối cùng bị hủy bỏ. Đơn vị đặc biệt được giải tán vào ngày 21 tháng 8, và các con tàu quay trở về Wilhelmshaven vào ngày 23 tháng 8.
Ostfriesland và ba con tàu chị em được dự định để tham gia hoạt động cuối cùng của hạm đội vào cuối tháng 10 năm 1918, nhiều ngày trước khi Hiệp định Đình chiến với Đức có hiệu lực. Phần lớn Hạm đội Biển khơi sẽ xuất phát từ căn cứ của chúng ở Wilhelmshaven để đối đầu với Hạm đội Grand của Anh; Reinhard Scheer, lúc này là Đại Đô đốc (Großadmiral) của Hạm đội, dự định gây tổn thất cho Hải quân Anh càng nhiều càng tốt nhằm duy trì một vị thế mặc cả tốt cho việc thương lượng hòa bình của Đức bất chấp tổn thất có thể phải chịu đựng. Tuy nhiên, nhiều người trong số những thủy thủ đã mệt mỏi vì chiến tranh cảm thấy chiến dịch này sẽ ngăn trở tiến trình hòa bình và kéo dài thời hạn chiến tranh. Sáng ngày 29 tháng 10 năm 1918, mệnh lệnh được đưa ra để chuẩn bị khởi hành từ Wilhelmshaven vào ngày hôm sau. Bắt đầu từ đêm 29 tháng 10, thủy thủ trên chiếc Thüringen, và sau đó trên nhiều thiết giáp hạm khác, làm binh biến. Sự bất ổn cuối cùng đã buộc Hipper và Scheer phải hủy bỏ chiến dịch. Được thông báo về tình hình, Kaiser phát biểu "Tôi không còn có một lực lượng Hải quân nữa". Ngày 6 tháng 11, Ostfriesland được cho ngừng hoạt động và được sử dụng như một tàu trại binh.

### Số phận

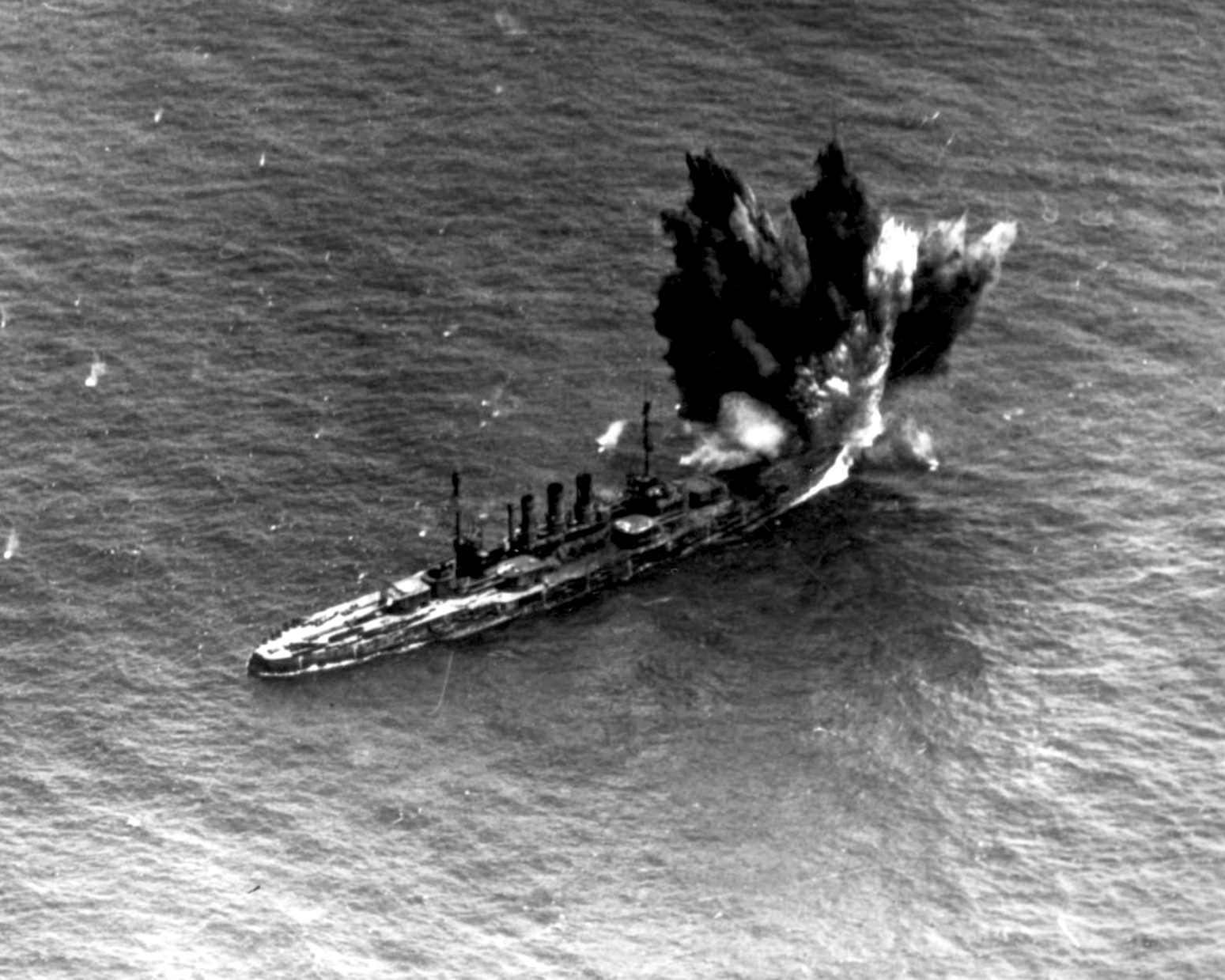
Một quả bom phát nổ cạnh mũi tàu của Ostfriesland bên mạn trái

Sau khi Đức đầu hàng vào tháng 11 năm 1918, hầu hết tàu chiến hiện đại của Hạm đội Biển khơi, dưới quyền chỉ huy của Chuẩn Đô đốc Ludwig von Reuter, bị lưu giữ tại căn cứ hải quân của Anh ở Scapa Flow. Ostfriesland và phần còn lại của Hải đội 1 được phép ở lại Đức trong khi việc thương lượng hòa bình đang diễn ra. Sáng ngày 21 tháng 6 năm 1919, hạm đội Anh rời Scapa Flow tiến hành cơ động huấn luyện, và lợi dụng sự vắng mặt đó Reuter ra lệnh cho thủy thủ đoàn đánh đắm mười thiết giáp hạm và năm tàu chiến-tuần dương đang bị chiếm giữ tại Scapa Flow. Số phận của tám thiết giáp hạm Đức còn lại được định đoạt bởi Hiệp ước Versailles: chúng được giải giới và chuyển giao cho các cường quốc Đồng Minh thắng trận như sự thay thế cho các con tàu đã bị đánh đắm tại Scapa Flow. Ostfriesland được rút khỏi Đăng bạ Hải quân vào ngày 5 tháng 11 năm 1919, nó tiếp tục ở lại Đức cho đến ngày 7 tháng 4 năm 1920, khi một thủy thủ đoàn Đức đưa con tàu đến Rosyth. Con tàu được trao cho Hoa Kỳ như một chiến lợi phẩm, và vào ngày 9 tháng 4, một thủy thủ đoàn người Mỹ đã đến để đưa con tàu đi sang Hoa Kỳ.
Vào tháng 7 năm 1921, Không lực Mỹ và Hải quân Hoa Kỳ tiến hành một loạt các cuộc ném bom thử nghiệm ngoài khơi mũi Hatteras dưới sự lãnh đạo của tướng Billy Mitchell. Mục tiêu là các tàu chiến Mỹ đã ngừng hoạt động và các tàu chiến Đức trước đây, bao gồm chiếc thiết giáp hạm cũ Iowa, tàu tuần dương Đức Frankfurt, và cuối cùng là Ostfriesland vào ngày 20 tháng 7. Lúc 13 giờ 30 phút giờ tiêu chuẩn miền Đông (ET), đợt tấn công thứ nhất, trang bị bom 230 lb (100 kg) tấn công con tàu. Tám trong số 33 quả bom đã đánh trúng, sau đó con tàu được khảo sát. Đợt ném bom thứ hai cũng được trang bị bom 230 lb, trong khi đợt thứ ba và thứ tư trang bị bom 600 lb (270 kg). Năm quả bom 600 lb đã đánh trúng con tàu, nhưng chỉ gây một ít thiệt hại cho thượng tầng cấu trúc của nó. Tuy nhiên, các quả bom ném suýt trúng đã gây những hư hại đáng kể cho cấu trúc lườn tàu bên dưới mực nước, gây ngập nước và làm con tàu nghiêng năm độ sang mạn trái và chìm thêm 3 ft phía đuôi. Kế hoạch ném bom bị ngắt quãng bởi một cơn bão vào cuối buổi chiều.

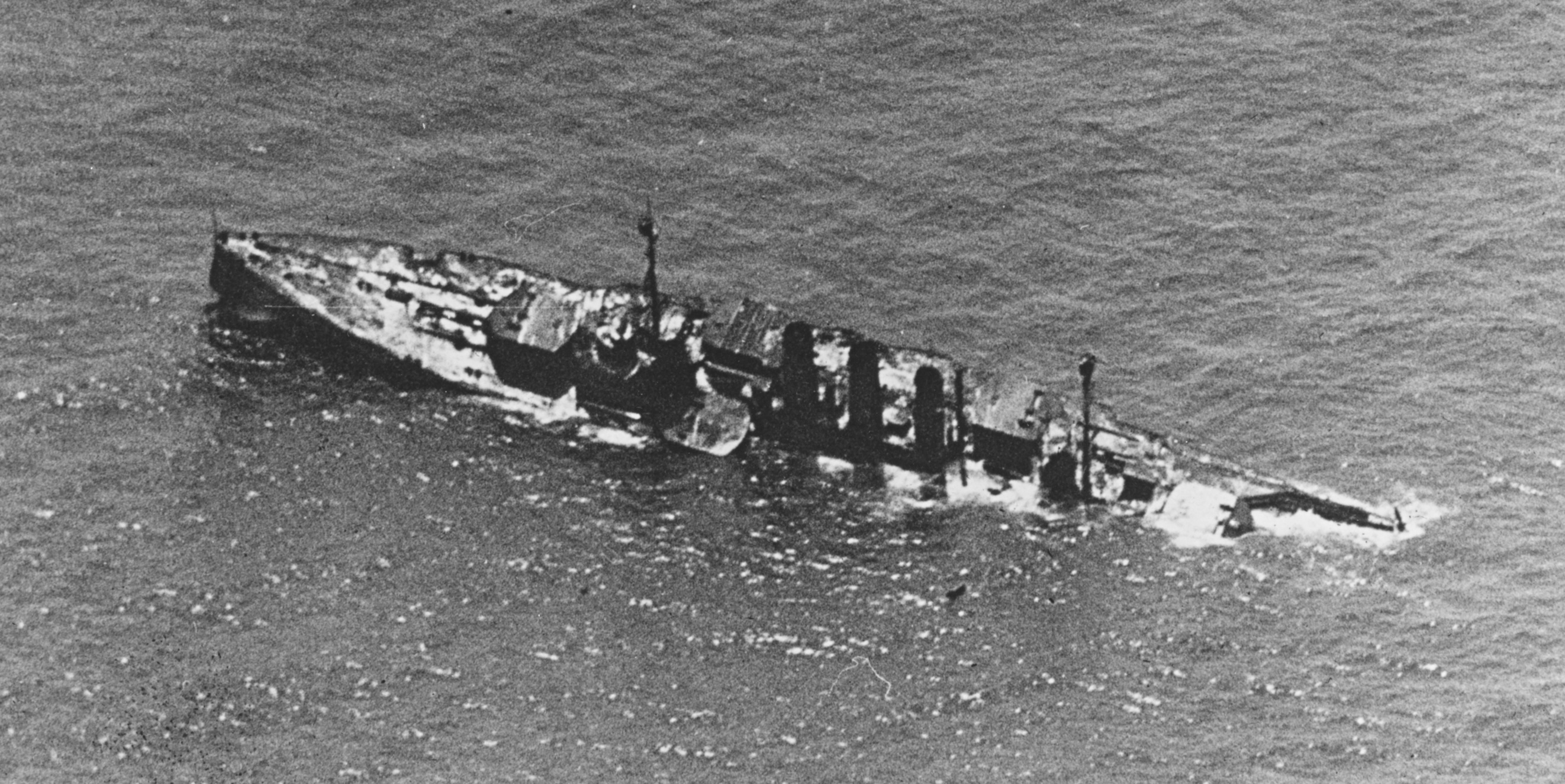
Ostfriesland đang chìm với phần đuôi chìm trước

Sáng sớm ngày 21 tháng 7, đợt ném bom thứ năm được bắt đầu. Lúc 08 giờ 52 phút, chiếc máy bay ném bom lục quân đầu tiên thả một quả 1.000 lb (450 kg) trúng vào con tàu; bốn chiếc máy bay khác tiếp nối, đánh trúng đích thêm hai quả nữa. Thanh tra lại lên tàu khảo sát sau đợt tấn công thứ năm, ghi nhận rằng các cú đánh trúng không làm hư hại đáng kể con tàu, mặc dù một quả bom đã tạo ra một lỗ hổng lớn bên mạn phải làm ngập nước thêm nữa. Đến giữa trưa, con tàu chìm 5 ft về phía đuôi và 1 ft ở phía mũi. Lúc 12 giờ 19 phút, đợt tấn công thứ sáu được tiến hành, trang bị bom 2.000 lb (910 kg); sáu quả bom đã được ném, không có quả nào thực sự trúng đích, cho dù có ba quả nổ sát cạnh lườn tàu. Đến 12 giờ 30 phút, Ostfriesland bắt đầu chìm nhanh chóng phía đuôi, và độ nghiêng qua mạn trái gia tăng đột ngột. Đến 12 giờ 40 phút, con tàu lật nghiêng và chìm. Kết quả của cuộc thử nghiệm được công bố rộng rãi, và Mitchell trở nên một anh hùng quốc gia lẫn một "nhà tiên tri không thể sai lầm của thời đại hàng không".
Tuy nhiên, giới lãnh đạo hải quân cảm thấy bị xúc phạm bởi cách Mitchell tiến hành thử nghiệm; loại bom 2.000 lb đã không được Hải quân chuẩn nhận, và các máy bay ném bom của Mitchell đã không cho phép các thanh tra lên tàu xem xét giữa các đợt ném bom, vốn là một yêu cầu được Hải quân quy định. Bản báo cáo chính thức về cuộc thử nghiệm, được đưa ra một tháng sau đó và do tướng John Pershing ký tên, khẳng định "thiết giáp hạm vẫn là xương sống của hạm đội". Mitchell viết riêng bản báo cáo có kết luận trái ngược về thử nghiệm của chính ông, và bị rò rỉ ra báo chí. Việc đánh chìm chiếc thiết giáp hạm đã dấy nên một cuộc tranh luận lớn trong công luận Hoa Kỳ; những người ủng hộ Mitchell thổi phồng tầm quan trọng của thử nghiệm khi gán cho Ostfriesland là một "siêu thiết giáp hạm" không thể đánh chìm. Nghị sĩ William Borah tranh luận rằng cuộc thử nghiệm chứng tỏ thiết giáp hạm đã lạc hậu. Mitchell được sự ủng hộ rộng rãi trên báo chí, cho dù thái độ hung hăng hiếu chiến cuối cùng đã khiến ông bị đưa ra tòa án binh vì tội bất tuân thượng lệnh, buộc ông phải nghỉ hưu khỏi quân đội.